# G&G Sindikatas
G&G Sindikatas è un gruppo musicale lituano formatosi nel 1996. È attualmente costituito dai musicisti Svaras, Kastetas, Donciavas e DJ Mamania.

## Storia del gruppo
Fondatosi a Vilnius, il gruppo si è fatto conoscere con la pubblicazione del secondo album in studio Gatvės lyga, che per aver venduto oltre 20 000 CD a livello nazionale è stato certificato platino dalla AGATA. Anche il disco successivo Betono sakmės è riuscito a riscuotere successo, venendo certificato oro con 10 000 esemplari fisici venduti nel corso del 2002.
Il sesto album in studio, intitolato 99 e uscito a febbraio 2018, ha trascorso più di 100 settimane nella Albumų Top 100, la classifica degli album lituana, e ha ottenuto un disco d'oro.
Nell'ambito dei Muzikos asociacijos metų apdovanojimai, il principale riconoscimento musicale nazionale, hanno trionfato cinque volte e hanno conseguito diverse nomination.

## Formazione
Attuale
- Svaras
- Kastetas
- Donciavas
- DJ Mamania

Ex componenti
- Giga
- Pushaz

## Discografia

### Album in studio
- 1999 – Tavo sielos vagiz
- 2001 – Gatvės lyga
- 2002 – Betono sakmės
- 2008 – Išvien
- 2014 – Revoliucijos garso takelis
- 2017 – Unplugged
- 2018 – 99
- 2022 – Duona kasdieninė/Skeletai spintoje

### Album di remix
- 2020 – Tavo sielos remixai

### Singoli
- 2016 – 365 O.D.M.
- 2017 – Tiems, kurie nieko nebijo
- 2017 – Tu ne karalius
- 2018 – Saugokit šviesą
- 2019 – Miestas, kurio negaliu nemylėt
- 2020 – Demonay
- 2021 – Randewu
- 2022 – Nenormalei (feat. Broo (JBC))